# Hyposkenion

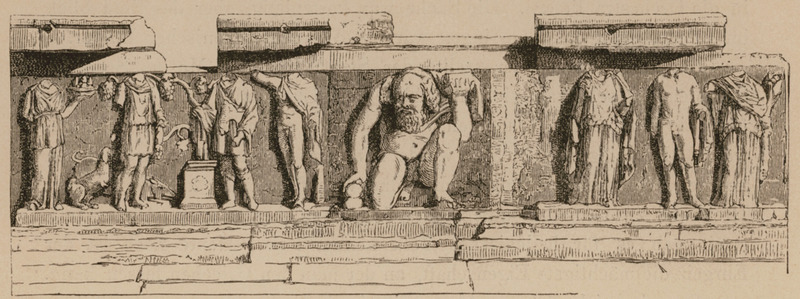
Reliefs am Hyposkenion des Dionysostheaters in Athen

Hyposkenion (altgriechisch ὑποσκήνιον, „Unterbühne“; lateinisch hyposcaenium) bezeichnet im griechischen Theater sowohl die mit Statuen und Säulen verzierte, der Orchestra zugekehrte vordere Wand der Bühne als auch den hinter dieser Wand und unter dem hölzernen Boden der Bühne (Proszenium) gelegenen Hohlraum, in dem Maschinen und Versenkungsvorrichtungen untergebracht waren.